# Karl Kokesch
Karl Kokesch (* 12. Februar 1905 in Garsten; † 1. August 1959 in Steyr) war ein oberösterreichischer Politiker (ÖVP), Metallarbeiter und Funktionär im Genossenschaftswohnbau. Er war Gemeinderat in der Statutarstadt Steyr und von 1945 bis 1959 Abgeordneter zum Oberösterreichischen Landtag.

## Ausbildung und Beruf
Kokesch besuchte nach der Volksschule eine Hauptschule und absolvierte in der Folge eine Lehre als Werkzeug- und Schlosserlehrling in den Steyrer Werken. 1922 verlor er seine Arbeitsstelle und blieb in der Folge durch acht Jahre ohne Beschäftigung in den Steyrer Großbetrieben. 1930 fand er schließlich eine Arbeitsstelle als Werkzeugmacher bei der Strombauleitung. 1934 wurde er Amtsleiter der Nebenstelle der Arbeiterkammer Oberösterreich in Steyr. Später übernahm er die Stelle des Landesfachsekretärs des Gewerkschaftsbundes in Linz, wo er sich insbesondere mit dem Arbeitersiedlungsbau beschäftigte. 1938 wurde Kokesch nach der Machtübernahme der Nationalsozialisten verhaftet und musste danach zu AEG in Berlin wechseln. Kokesch wurde schließlich zum Kriegsdienst eingezogen. Er geriet in Ostpreußen in sowjetische Kriegsgefangenschaft, aus der er im September 1945 zurückkehren konnte. Nach seiner Rückkehr aus dem Krieg wurde er noch 1945 Bezirkssekretär der neu gegründeten Österreichischen Volkspartei.

## Politik und Funktionen
Vor dem Zweiten Weltkrieg war Kokesch gewerkschaftlich aktiv, wobei er bereits in seiner Lehrzeit die Funktion des Bezirksleiters der Jugend der christlichen Metallarbeiter-Gewerkschaft innehatte. Er war des Weiteren Mitglied des katholischen Arbeitervereins und übernahm 1927 die Funktion des Bezirksobmanns des christlichen Gewerkschaftsbundes. Zudem war er Mitglied des Reichsbundes der christlichen Gewerkschaften.
Kokesch wirkte innerparteilich als Hauptbezirksobmann des Österreichischen Arbeiter- und Angestelltenbundes. Er vertrat die Österreichische Volkspartei als Mitglied des Gemeinderates in Steyr und war dort auch im Bauausschuss aktiv. Des Weiteren wirkte er zwischen dem 13. Dezember 1945 und dem 1. August 1959 als Abgeordneter im Oberösterreichischen Landtag. Kokesch war zudem Geschäftsführer der Siedlungsgenossenschaft Styria.

## Privates
Kokesch wurde als Sohn eines Werkszimmermanns der damaligen Waffenfabrik Steyr geboren. Er war mit Aloisia Hörmann verheiratet.

## Auszeichnungen
- Goldene Ehrennadel des Reichsbundes
- Goldene Ehrennadel des Österreichischen Arbeiter- und Angestelltenbundes
- Goldenes Ehrenzeichen für Verdienste um die Republik Österreich